# Baudinella regia
Baudinella regia är en snäckart som beskrevs av Alan Solem 1985. Baudinella regia ingår i släktet Baudinella och familjen Camaenidae. Inga underarter finns listade i Catalogue of Life.